# (35223) 1995 BR
1995 BR (asteroide 35223) é um asteroide da cintura principal. Possui uma excentricidade de 0.07126350 e uma inclinação de 10.60812º.
Este asteroide foi descoberto no dia 23 de janeiro de 1995 por Takao Kobayashi em Oizumi.